# 伊夫琳鎮區 (密歇根州)
伊夫琳鎮區（英語：Eveline Township）是位於美國密歇根州夏利華縣的一個行政鎮區。

## 地方資料
伊夫琳鎮區的面積為95.18平方千米，當中陸地面積為66.85平方千米，而水域面積為28.33平方千米。根據2020年美國人口普查的數據，當地共有人口1515人，而人口密度為每平方千米15.92人。